# Pastorie van Houtem

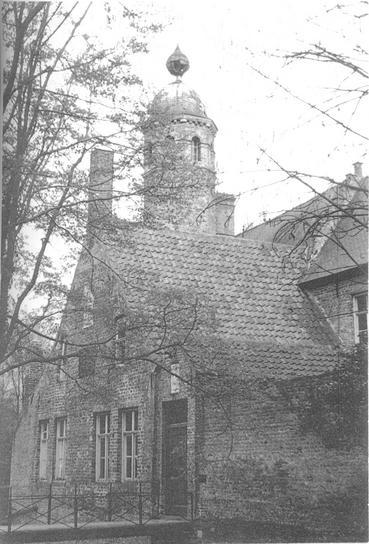
Pastorie

De pastorie van Houtem bij Veurne dateert van 1617 is een oude pastorie waar gedurende de Eerste Wereldoorlog bijna vier jaren lang de Belgische algemene legerstaf was gevestigd.
Bij koninklijk besluit van 19 maart 1937 werd het geklasseerd als beschermd monument.

## Geschiedenis
Hier bevond zich het refugium van de Sint-Niklaasabdij van Veurne. Deze abdij bezat tevens het patronaatsrecht van de Houtemse Onze-Lieve-Vrouw-Hemelvaartparochie.
Het huidige bouwwerk kwam tot stand in 1617, onder abt Christianus Druve. In 1686 werd een westelijk gedeelte met opkamer bijgebouwd, en in de 18e eeuw een L-vormig poortgebouwtje.

### Hoofdkwartier van het Belgisch Leger
Tijdens de Eerste Wereldoorlog was dit gebouw van 23 januari 1915 tot 15 oktober 1918 het groot hoofdkwartier van het Belgisch Leger. Koning Albert I van België verbleef hier geregeld. Alle koninklijke besluiten van tijdens de oorlog waren getekend " Gegeven in ons groot Hoofdkwartier ... ", dus te Houtem. Het was daar dat koning Albert de koning van Engeland en Italië, de voorzitter van het Franse republiek en talrijke militaire geallieerde bevelhebbers officieel verwelkomde. Luitenant-generaal en hoofd van de staf Wielemans is in de pastorie overleden.
Een plaquette onthuld in 1928 herinnert nog aan deze periode.

## Gebouw
De gebouwen en de tuin bevinden zich op een omgracht terrein. De noordelijke en de zuidelijke gracht zijn nog aanwezig. Een stenen brugje voert over de noordelijke gracht.
De gebouwen zijn in Vlaamse renaissancestijl en werden uitgevoerd in baksteen. Kenmerkend is het torentje dat een vierkante basis heeft en overgaat op een achthoekige geleding. Deze wordt gedekt door een helmdak met daarop een uivormige spits.

## Ligging
Het is gelegen aan Kerkhoek 4.